# Верослав Ранчић
Верослав Ранчић (Алексинац, 4. јун 1936) српски је драмски писац, филмски и телевизијски сценариста, новинар и књижевник.

## Биографија
Верослав Ранчић (1936), драмски писац, филмски и телевизијски сценариста, новинар и књижевник, с подједнаким успехом огледао се у књижевности, на филму, радију и телевизији.
Ранчић је био професор и директор Основне школе „Филип Кљајић Фића” на Бановом брду (Београд, Чукарица), уредник у листу "Кекец" директор издавачке делатности ревијалне штампе „Борба”, директор издавачког предузећа „Пословна информатика”, директор властитог издавачког предузећа „Bell press”, директор и уредник листа за младе „Школски свет”.
Живи и ствара у Београду.

## Књижевни рад
Написао је више од петсто прича за „Микијев забавник” и „Кекец”, аутор је осам романа за младе: „Тринаестогодишњаци”, „Зимзеленова последња трка”, „Детињство младости”, „Крени, крени,” „Муња”, „Месец у бакарној трави”, „Роберт, Лујка и последњи ноћник”, „Роберт, Лујка и кристални ковчег Александра Великог”. Роман „Роберт, Лујка и Последњи ноћник” (Евро-Ђунти, Београд) награђен је другом наградом „Доситејево перо” за 2010. годину чији је жири сачињавало 150 тинејџера.
Аутор је више романа за одрасле који су били на листама најчитанијих књига: „Фаустов рулет”, „Контролисана јавност”, „Инцест: мук у паклу”, „Коначна истина – Олга и Павле Карађорђевић” (која је награђена престижном наградом „Златни хит Либрис“ као најчитанија књига у 2009), „Српски рулет”, „Убиство патријарха”, „Градоначелница”, „Жена српског конзула”.
Роман „Нек’ се звезде искраду и ноћ почне” награђен је другом наградом на конкурсу "Златна сова". Овај роман је објавила (2018.) издавачка кућа "Завод за уџбенике и наставна средства", Источно Сарајево.

## Радио, телевизија, филм, позориште

### Радио
На домаћим и иностраним радио програмима изведено му је стотину десет радио драма, радио комедија и радио драма за младе. Највећи број ових текстова награђен је или откупљен на анонимним или позивним конкурсима југословенских радио станица. За различите емисије Радио Београда написао је више од две хиљаде прилога.
Радио драма „Туђа кожа”, награђена је првом наградом на конкурсу Радио Радио Београда, 1977. године. Ова радио драма, била је представник Југославије на „Смотри европске радио драме” у Лондону.
Радио драма „Крик” емитована је на Радио Будимпешти, новембра 2017.

### Телевизија
Ранчићево телевизијско стваралаштво може се поделити у две групације. За младе је урадио седам серија:
За младе је урадио седам серија: „Тринаестогодишњаци” (ТВ Сарајево – серија је награђена Бронзаним венцем загребачког недељника – гласање читалаца магазина „Студио”, као трећа најбоља ТВ серија године), „Усијане главе” (ТВ Београд), „Детињство младости” (ТВ Сарајево), „Децо, певајте с нама”, „Пут око света са осам нота”, „Последња трка” (ТВ Београд), „Сељаче” (ТВ Нови Сад).
На конкурсима југословенских телевизијских центара награђене су или откупљене и изведене следеће драме „Воде расту одоздо” (ТВ Београд), „Случајни крајпуташи”, „Надвожњак”, „Последњи ноћник”, „Траг” (ТВ Сарајево), „Строго контролисани воз стиже на време”, „Сентименталне приче” (ТВ Нови Сад). Сценарио за драму „Дуња” (ТВ Београд) изабран је на Европском конкурсу драма и реализован је у режији Милоша Радовића.

### Филм
Филмски сценарији:
- „Последња трка” (прва награда на конкурсу Центар филма, Београд), награда на ФЕСТ-у, београдском филмском фестивалу, на фестивалима у Пули, Москви, Бомбају.
- „Маховина на асфалту” - награђен на фестивалу у Пули.
- „Волео бих да сам голуб”, за продуцента из Источне Немачке. Филм је реализован у режији Миомира Микија Стаменковића.
- „Шпијун на штиклама”, режија Милан Јелић.
- „Флеш-бек”, режија Гордана Бошков.
- „Повратак лопова” (сарадња са Биљаном Максић) - режија Мирослав Лекић.

На конкурсима за филмске сценарије у Врњачкој Бањи узастопно је добио три награде за филмске сценарије: „Фаустов рулет”, „Топло сивило сунца” и „Паукова мрежа”. На конкурсу „Тера-филма” у Новом Саду награђен је за сценарио „Синдром А”.

### Позориште
У театру „Бојан Ступица“ скоро две сезоне играна је представа на ауторов текст „Сентименталне трице” у режији Петра Словенског.
Драма „Златно правило Глосово” изабрана је на конкурсу драмских писаца Србије и објављења у едицији „Савремена српска драма“.

## Дела (библиографија)

### Штампана дела
За „Микијев забавник” (издање новина „Политика”) написао је више од три стотине прича, за „Кекец” (издање дневних новина „Борба”) више од две стотине прича.

### Романи за младе
- „Детињство младости”, Сарајево, „Мале новине”
- „Крени, крени”, Београд, „Борба”
- „Муња”, Београд, „Bookland”, 2000
- „Тринаестогодишњаци”, „Веселин Маслеша” Сарајево и проширено издање Београд, „Bel-press”, 2001
- „Последња трка”, Сарајево, „Јединство”
- „Зимзеленова последња трка”, Београд, „Креативни центар”, 2009
- „Месец у бакарној трави”, Београд, „Народна књига - Алфа”, 2009
- „Роберт, Лујка и Последњи ноћник”, Београд: „Evro-Giunti”, 2009
- „Роберт, Лујка и кристални ковчег Александра Великог”, Београд, „Дерета”, 2011
- „Тајна мистичне планине Артањ”, Београд, „Дерета”, 2015
- „Мог деду је живот оседео давно”, Београд, „Вулкан”, 2020.

### Романи за одрасле
Више романа Верослава Ранчића били су хит у домаћем издаваштву. „Фаустов рулет” био је међу десет најчитанијих књига у Југославији. Роман "Коначна истина" (Олга и Павле Карађорђевић између судбине и истине) доживео је четири издања (Графички атеље „Дерета”). Овај роман награђен је престижном наградом „Хит либер” као једна од три најчитаније књиге у 2010. години. Више романа Верослава Ранчића објављено је у електронској верзији „Tea books” и реализовано преко „Amazon.com:Books”.
A
- „Фаустов рулет”, Београд, "Филип Вишњић", 1988.
- „Контролисана јавност”, Београд, „Привредни биро”, 1991 и издање из 2009.
- „Инцест (мук у паклу)”, Београд: „Bel-press”, 2004. и 2009.
- „Коначна истина”, Београд, „Дерета”, 2009. и 2015.
- „Српски рулет”, Београд, „Evro-Giunti”, 2010.
- „Убиство патријарха”, Београд, „Дерета”, 2011.
- „Градоначелница”, Београд, „Дерета”, 2013.
- „Жена српског конзула”, Београд, „Мандала”, 2015.
- „Убиство у председништву Србије”, Београд, „Porta Libris”, 2015.
- „Српски код”, Београд, „Porta Libris”, 2016.
- „Премијерка”, Београд, „Мандала”, 2016.
- „Контролисање јавности”, Београд, „Porta Libris”, 2017.
- „Жене које су волеле телевизију”, Београд, „Porta Libris”, 2018.
- „Кестени црвено цветају у Паризу”, Београд, „Мандала”, 2018.
- „Нек’ се звезде искраду и ноћ почне”, Источно Сарајево, „Завод за уџбенике и наставна средства”, 2018.
- „Последња љубав председнице Србије”,Београд, „Porta Libris”, 2019.
- „Да ли бог мрзи жене”, Београд, „Вулкан”, 2019.
- „У авенији Марше падају црвене кише”, Источно Сарајево, Завод за уџбенике и наставна средства, 2020.
- „Афера браће Т”, Београд, „Porta Libris”, 2020.
- „Једном у граду ко зна ком”, Београд, „Лагуна”, 2021. (постхумно)